# Империал, Карлос
Карлос (Карлус) Эдуарду да Корте Империал (порт.-браз. Carlos Eduardo da Corte Imperial; 24 ноября 1935 — 4 ноября 1992) — бразильский актёр, режиссёр, телеведущий, автор песен и музыкальный продюсер из Рио-де-Жанейро.

## Ранняя жизнь и образование
Карлос Эдуарду да Корте Империал родился 24 ноября 1935 года в Кашуэйру-ди-Итапемирин, Эспириту-Санту, Бразилия.

## Карьера
В начале 1970-х годов Империал стал неоднозначным судьёй в шоу талантов, которое вел Шакринья. В конце десятилетия он вёл TV Tupi по субботам вечером, и это шоу стало культовым в стране; позже оно перешло на TVS — 11-й канал в Рио-де-Жанейро.
Империал также был колумнистом журнала Amiga, издаваемого Bloch Publishing с 1969 года. Его колонка отличалась некоторой грубостью. На карнавале 1984 года Империал прославился тем, что объявлял оценки жюри на парадах школ самбы в Рио. Каждый раз, когда выставлялась максимальная оценка, он громко восклицал «dez, nota dez» («десять! десять баллов!»). Это предложение пришлось по вкусу народу и обеспечило ему реальную поддержку. В 1982 году он был избран членом городского совета Рио-де-Жанейро. В 1985 году он баллотировался на пост мэра Рио, но проиграл выборы.
Известен как автор песни 1960-х годов «A Praça» («Площадь»), хита Ронни Вона, который стал заглавной темой юмористической телепрограммы A Praça É Nossa («Площадь наша»).
Примерно в 1961 году, в возрасте 29 лет, Империал попытался сделать карьеру Роберту Карлосу как «принцу босса-новы», спродюсировав его первый альбом Crazy For You. Однако его подопечного обвинили в бесстыдной имитации Жуана Жилберту, и альбом провалился. В 1958 году он подписал контракт с CBS в качестве продюсера. В то время он был известен как «Папа». Империал также положил начало карьере бразильских суперзвезд, таких как Элис Реджина, Эрасму Карлус, Тим Майя, Уилсон Симонал и многих других. Он был известен как отец рок-н-ролла в Бразилии и играл фундаментальную роль в музыке, кино, театре, телевидении и политике. Его музыка и искусство все еще распространяются в Бразилии, и это демонстрируется в документальных фильмах и биографиях нескольких артистов.
В 1969 году песня Nem Vem Que não Tem, написанная Карлосом, была адаптирована на французский язык как Tu Veux ou Tu Veux Pas и выпущена Бриджит Бардо.

## Личная жизнь
У Империала были дочь Мария Луиза и сын Марко Антонио от брака с Роуз Грейси, дочерью Карлуса Грейси из семьи Грейси. Мария Луиза вышла замуж за своего троюродного брата Рориона Грейси и родила двух дочерей, которые были любовью всей жизни Империала, как он всегда утверждал. Их звали Роуз Корт Империал Грейси (в честь бабушки) и Райан Корт Империал Грейси. Роуз заботилась о своём дедушке в последние месяцы его жизни и вскоре после смерти Империала переехала в США, где живёт до сих пор. У неё три дочери: Стефани Милиус, которая также является внучкой Джона Милиуса, Рейли и Райфа, рождённые во втором браке с кубинским бойцом ММА Хавьером Васкесом. Она живёт в Калифорнии, США.
Райан тоже переехала в США после нескольких лет жизни в Европе. Сейчас она живёт в Джорджии, США, и у неё есть дочь по имени Райанн.
Марко Антонио присоединился к Санто-Дайме и стал видной фигурой в этой религии. У него 13 детей.

## Смерть
Империал страдал от редкого заболевания миастении. После операции по удалению вилочковой железы он умер 4 ноября 1992 года в Рио-де-Жанейро в возрасте 56 лет.

## Фильмография

### Телешоу
- 1977: Программа Карлоса Империала
- 1979: Шоу Карлоса Империала

### Режиссёр
- 1974: Здание под названием 200
- 1975: Отряд смерти
- 1976: Секс-Куклы
- 1976: Сексуальный маньяк
- 1979: Юмор, золотая задница
- 1981: Прелести секса
- 1981: Марсианин в моей постели
- 1981: Женщины

### Актёр
- 1954: Нефть принадлежит нам
- 1956: Контрабанда
- 1957: De Vento em Popa
- 1957: Шерлок Арак
- 1957: ковбой встал
- 1957: Canjerê
- 1958: Моя мать и полиция
- 1958: И он не жужжит
- 1958: Радость жизни
- 1958: Agüenta o Rojão
- 1959: Женщины на Висте
- 1959: Хождение по столу
- 1959: Стройная Девушка
- 1960: Go That Is Soft
- 1961: Женщины, я пришел
- 1961: Ночь в Рио
- 1961: Владелец мяча
- 1962: Кровь на рассвете
- 1964: Асфальт Дикий
- 1968: Король Пилантрагема
- 1968: Бебель, Гарота Пропаганда
- 1969: Время насилия
- 1971: Любовь Безвкусного
- 1971: Спорт о сладком сексе
- 1972: Вдова-девственница
- 1972: Независимость или смерть
- 1972: Кэсси Джонс
- 1973: Здание под номером 200
- 1973: Пика-Пау Амарело
- 1973: Развратные
- 1974: Секс-куклы
- 1974: Банановая механика
- 1975: Ругательство
- 1975: Чудовище Караиба
- 1975: Отряд смерти
- 1976: Извращенец
- 1976: O Palavrão
- 1976: Девушки хотят ... И корона может
- 1976: Остров Вирджин-Кангасейрос
- 1977: Неудачный шаг
- 1977: Любовь к праздникам
- 1978: O Gigante da América
- 1978: Невеста города
- 1978: Amada Amante
- 1980: Прелести секса
- 1981: Женщины
- 1985: Затерянные в долине динозавров
- 1985: Наступают хорошие времена: давайте наслаждаться ими снова
- 1990: Алый скорпион